# Sylwester i Tweety na tropie
Sylwester i Tweety na tropie (ang. The Sylvester & Tweety Mysteries) – serial animowany produkcji amerykańskiej.
Główni bohaterowie: Babcia, Kot Sylwester i Kanarek Tweety – są to postacie znane z kreskówek z serii Zwariowane melodie.
Premiera w Polsce nastąpiła 1 lutego 1997 r. w Canal+. W sierpniu 1997 r. Warner Home Video wydało cały pierwszy sezon serialu na siedmiu kasetach VHS (i ponownie w 2001), jednakże z innym dubbingiem i tytułem serialu (Przygody Sylwestra i Tweety). Potem serial pojawił się w wersji lektorskiej – pierwszy sezon na TVN, Polsat Café, TVN7 i TVP3, a trzeci i czwarty na Polsacie. Serial powrócił w nowej wersji dubbingowej na Boomerangu 28 stycznia 2013 r. Od 1 stycznia 2014 roku serial pojawił się w TV Puls 2 w paśmie Junior TV w wersji lektorskiej, a 20 dni później 21 stycznia z dubbingiem Boomerangu.
Na podstawie tego serialu powstał pełnometrażowy film animowany Tweety – wielka podróż (ang. Tweety’s High-Flying Adventure) (2000) wydany w Polsce na VHS i często emitowany na TV Puls.

## Fabuła
Gdy na całym świecie giną cenne przedmioty, potrzebny jest detektyw by rozwiązać tajemnicze zaginięcia. Niestety dobrych detektywów nie ma lub mają wolne, dlatego na pomoc w odnalezieniu przedmiotów wyrusza Babcia wraz ze swoim zwierzętami: ptaszkiem Tweetym, kotem Sylwestrem i psem Hektorem. Jak się okazuje nikt nie potrafi tak dobrze rozwiązywać zagadek jak Babcia.

## Wersja polska

### Dubbing Canal+ (1996)
Wersja polska: Master Film – na zlecenie Canal+

Wystąpili:
- Mirosława Krajewska – Babcia
- Lucyna Malec – Tweety
- Włodzimierz Press – Sylwester
- Jacek Bursztynowicz – Hektor

### Dubbing VHS (1997)
Wersja polska: Master Film

Reżyseria: Waldemar Modestowicz

Dialogi:
- Dorota Filipek-Załęska,
- Elżbieta Kowalska (odc. 1, 9-11)

Dźwięk: Aneta Michalczyk-Falana

Montaż: Michał Przybył

Kierownictwo produkcji: Dariusz Falana

Teksty piosenek: Ryszard Skalski

Opracowanie muzyczne: Eugeniusz Majchrzak

Dystrybucja: Warner Bros. Poland

Wystąpili:
- Mirosława Krajewska – Babcia
- Lucyna Malec – Tweety
- Włodzimierz Press – Sylwester
- Jacek Bursztynowicz –
  - Hektor,
  - barman (odc. 1),
  - krupier (odc. 2),
  - rajdowiec (odc. 2),
  - matador (odc. 3),
  - gospodarz konkursu (odc. 4),
  - Herkules Płetwa (odc. 6),
  - doktor pokładowy (odc. 9),
  - Groucho Marx (odc. 11),
  - ochroniarz (odc. 12)

oraz
- Mieczysław Morański –
  - Duffy (odc. 1),
  - señor Gabriel (odc. 3),
  - Joel Zezol (odc. 11),
  - taksówkarz (odc. 13)
- Elżbieta Jędrzejewska –
  - asystentka magika (odc. 2),
  - pokojówka Zmora (odc. 4),
  - Miopia (odc. 10)
- Jacek Czyż –
  - policjant (odc. 1),
  - Lojak (odc. 7),
  - Kosmacz (Gossamer) (odc. 10),
  - pies w fabryce mgły (odc. 11),
  - sklepikarz (odc. 13)
- Paweł Galia –
  - detektyw (odc. 1),
  - portier (odc. 2),
  - Rocky (odc. 4),
  - Aligator Dandy (odc. 5),
  - wspólnik Sama (odc. 12)
- Izabella Bukowska – Faith Begorra (odc. 1)
- Witold Pyrkosz –
  - Flynn O’Casey (odc. 1),
  - Sushi Chan (odc. 6),
  - detektyw Nochals (odc. 8),
  - Angus McHarrrpagon (odc. 10),
  - więzień z Alcatraz (odc. 11),
  - Willie, brat Babci (odc. 13),
  - Rossi (odc. 13)
- Dariusz Odija –
  - żandarm (odc. 2),
  - Sam Spade (odc. 3, 11),
  - Daws (odc. 7),
  - gospodarz gry w bingo (odc. 8),
  - Wayne Figg (odc. 12)
- Józef Mika –
  - aktor w filmie (odc. 1),
  - Aborygen (odc. 5),
  - ninja #1 (odc. 6),
  - Nicky White (odc. 9),
  - Bertie (odc. 13)
- Andrzej Blumenfeld –
  - komisarz Maigré (odc. 2),
  - kustosz (odc. 3),
  - Harry Kudłacz (odc. 5),
  - Charlie Czapa (odc. 7)
- Krzysztof Zakrzewski –
  - Szejk Tuszejk (odc. 2),
  - Mugsy (odc. 4),
  - Tumanmoto (odc. 6),
  - Nasty Kanasta (odc. 9)
- Tomasz Marzecki –
  - Pitu Le Swąd (odc. 2),
  - policjant (odc. 3),
  - Herlak Holmes (odc. 7)
- Andrzej Gawroński –
  - Syriusz Magik (odc. 2),
  - mistrz Kendo Itchinogi (odc. 6),
  - Fuj-Fuj Paciaj Pan (odc. 8),
  - Frank Totter (odc. 13)
- Jan Kulczycki –
  - mechanik (odc. 2),
  - Bruce Owczarek #1 (odc. 5),
  - ninja #2 (odc. 6)
- Andrzej Arciszewski –
  - Hiszpan (odc. 3),
  - Louie Wezjana (odc. 4),
  - Bruce Owczarek #2 (odc. 5),
  - szef kuchni (odc. 6),
  - staruszek (odc. 9),
  - kierowca tramwaju (odc. 11),
  - Abraham Lincoln
- Mirosława Nyckowska –
  - bibliotekarka (odc. 3),
  - Alba Łuska (odc. 6),
  - Gertruda Globus (odc. 9),
  - turystka (odc. 11)
- Włodzimierz Bednarski –
  - kucharz Jumbo Laya (odc. 4),
  - Ed McMuflon (odc. 7),
  - kierownik hotelu (odc. 8),
  - kongresmen Sam Dolar (odc. 9),
  - hotelarz (Upiorny naukowiec) (odc. 10),
  - pan Gruber (odc. 11)
- Teresa Lipowska –
  - Krwawa Mary (odc. 4),
  - Perełka Marmur (odc. 7),
  - panna Jones (odc. 11)
- Janusz Bukowski –
  - Wolfgang Wilk (odc. 5),
  - Elmer Fudd (odc. 7),
  - Izaak Figuton (odc. 12)
- Sylwester Maciejewski – futbolista (odc. 5)
- Krystyna Kozanecka –
  - kobieta w kimono (odc. 6),
  - Judy (odc. 9)
- Piotr Adamczyk –
  - gospodarz (odc. 6),
  - kapitan statku (odc. 9),
  - James Twist (odc. 12),
  - Hubie (odc. 13)
- Anna Apostolakis – Inga Kanasta (odc. 9)
- Wojciech Machnicki – Yosemite Sam (odc. 12)

Śpiewali: Anna Apostolakis, Mieczysław Morański, Olga Bończyk, Jacek Bończyk
Lektor: Maciej Gudowski

### Lektor TVN (2008)
Wersja polska: TVN

Tekst: Dorota Filipek-Załęska

Czytał: Janusz Kozioł

### Lektor Polsatu (2011)
Opracowanie wersji polskiej: Artur Nowak

Czytał: Maciej Gudowski

### Dubbing Boomeranga (2012)
Wersja polska: Master Film

Reżyseria:
- Elżbieta Mikuś (odc. 1-21, 35-52),
- Agata Gawrońska-Bauman (odc. 22-34)

Tłumaczenie:
- Hanna Osuch (odc. 1, 20-21, 35-40, 43, 48-52),
- Magdalena Dwojak (odc. 22-24, 30-33),
- Antonina Kasprzak (odc. 25-29, 34)

Dialogi:
- Elżbieta Kowalska (odc. 1, 20-21, 35-40, 43, 48-52)
- Dorota Załęska (odc. 2-19, 41-42, 44-47),
- Magdalena Dwojak (odc. 22-24, 30-33),
- Antonina Kasprzak (odc. 25-29, 34)

Dźwięk:
- Elżbieta Mikuś (odc. 1-21, 35-52),
- Mateusz Michniewicz (odc. 22-34)

Montaż:
- Jan Graboś (odc. 1-21, 35-52),
- Paweł Siwiec (odc. 22-34)

Kierownictwo produkcji: Agnieszka Kołodziejczyk

Wystąpili:
- Włodzimierz Press –
  - Sylwester,
  - tata Sylwestra (odc. 43b)
- Mirosława Krajewska – Babcia
- Lucyna Malec – Tweety
- Jacek Bursztynowicz – Hektor

oraz
- Grzegorz Kwiecień –
  - Duffy (odc. 1),
  - portier (odc. 2),
  - matador (odc. 3),
  - Mugsy (odc. 4, 28b, 41b),
  - futbolista (odc. 5),
  - więzień Alcatraz (odc. 11),
  - Antypatyczny śniegun (odc. 15b),
  - kot Doll (odc. 16a),
  - Hefajstos (odc. 19a),
  - Żaba Michigan (odc. 20b, 21a),
  - Ravi Hangar (odc. 22a),
  - aukcjoner (odc. 24b),
  - Pies Charlie (odc. 26a),
  - Trykogrys (odc. 27a),
  - Liczygrosz (odc. 30b),
  - hokeista (odc. 31a),
  - nerd (odc. 31b),
  - marynarz (odc. 32b),
  - pracownicy fabryk (odc. 33a),
  - sprzedawca w sklepie Earla (odc. 42b),
  - sir Mniamolot (odc. 44b),
  - inspektor policji (odc. 46b),
  - dziennikarz #1 (odc. 47a),
  - Johnny (odc. 49a),
  - Marsjanin Marvin (odc. 50b),
  - technik-montażysta (odc. 51b)
- Izabela Dąbrowska –
  - bibliotekarka (odc. 3),
  - Alba Kora (odc. 6)
- Cezary Kwieciński –
  - policjant Dan (odc. 1),
  - mechanik (odc. 2),
  - szef kuchni Jumbo Laya (odc. 4),
  - brat Bruce #2 (odc. 5),
  - Tuńkomoto (odc. 6),
  - Taz (odc. 17a),
  - Tweety, jako kolosalne kanarkowe monstrum we śnie Sylwestra (odc. 25a),
  - Prezydent (odc. 28a),
  - Szalony Julek (odc. 29a),
  - aktor (odc. 29b),
  - woźny (odc. 30b),
  - jeden z braci Martinów (odc. 32a)
- Miłogost Reczek –
  - detektyw (odc. 1),
  - Pitu Le Swąd (odc. 2),
  - gospodarz konkursu (odc. 4),
  - Wolfgang Wilk (odc. 5),
  - mistrz Itchinogi (odc. 6),
  - Herlak Holmes (odc. 7),
  - Jean Claude von Ban (odc. 15a)
  - konduktor pociągu (odc. 16b),
  - tajniak (odc. 18b),
  - Nigel / Zenobiusz Rzeźnik (odc. 19b),
  - Sven Golly (odc. 21b)
- Andrzej Chudy –
  - barman (odc. 1),
  - magik Syriusz (odc. 2),
  - señor Gabriel (odc. 3),
  - Harry Torbacz (odc. 5),
  - Ed McBuła (odc. 7),
  - kierownik hotelu (odc. 8),
  - Nasty Kanasta (odc. 9),
  - staruszek z klanu McCrorry  (odc. 10),
  - pan Pulchny (odc. 11),
  - pan Bowers (odc. 13),
  - Dłubak Czopraj (odc. 22a),
  - gremlin #3 (odc. 24a),
  - Abel Vanzuela (odc. 25a),
  - Babbit (odc. 31a)
- Ilona Kuśmierska –
  - Faith Begorra (odc. 1),
  - Minnie Miętówka (odc. 4),
  - Perła Marbles (odc. 7),
  - kuzynka Babci (odc. 32b),
  - sędzia Yudy (odc. 33a)
- Mieczysław Morański –
  - Flynn O’Casey (odc. 1),
  - krupier (odc. 2),
  - kustosz (odc. 3),
  - Aligator Dandy (odc. 5),
  - japoński szef kuchni (odc. 6),
  - Charlie Smith (odc. 7),
  - Angus McCrorry  (odc. 10),
  - Rossi (odc. 13),
  - burmistrz Kitzbühel (odc. 15b),
  - John Eryk Pumpernikiel Schmidt (odc. 16a),
  - przewodnik (odc. 18a),
  - Dionizos (odc. 19a),
  - Tweety jako kolosalne kanarkowe monstrum (odc. 19b),
  - Jean Claude (odc. 21b),
  - Ludwik (odc. 22b),
  - Fidia Fidiorowicz (Elmer Fudd) (odc. 24a),
  - ryba (odc. 27b),
  - Wiceprezydent (odc. 28a),
  - szef agentów (odc. 31b),
  - Hamilton Klopsik (odc. 33a),
  - kowboj Cox (odc. 36b),
  - lew #2 (odc. 37a),
  - recytator (odc. 38a),
  - Tommy (odc. 39a),
  - Mongoł zamiatający drogę (odc. 40a)
- Adam Biedrzycki –
  - żandarm (odc. 2),
  - policjant (odc. 3),
  - Aborygen (odc. 5),
  - Rybo Mini (odc. 6),
  - Dawes (odc. 7),
  - kapitan (odc. 9),
  - Szalony naukowiec (odc. 10, 35b),
  - sir Izaak Figuś (odc. 12),
  - Taksówkarz (odc. 13),
  - Diesel von Tramp (odc. 15b),
  - Henry Czerkuś (odc. 19b),
  - Kondor Szponek (odc. 25b),
  - Żółw Cecil (odc. 30a),
  - agent #3 (odc. 31b),
  - Eryk Beżowy (odc. 36a),
  - Kalvin Kalkulus (odc. 37b),
  - Różowy Earl (odc. 38a),
  - sir Krowi Gnat (odc. 44b),
  - przywódca kotów z krainy Shangri-miau (odc. 45b),
  - licytator (odc. 46a),
  - dziennikarz #2 (odc. 47a)
- Klaudiusz Kaufmann –
  - aktor w filmie (odc. 2),
  - rajdowiec (odc. 2),
  - Hiszpan (odc. 3),
  - gospodarz imprezy (odc. 6),
  - listonosz (odc. 7),
  - kosmita #2 (odc. 14a),
  - gazeciarz (odc. 15a),
  - maratończyk (odc. 19a),
  - bóbr (odc. 27b),
  - wieloryb (odc. 30a),
  - rekin (odc. 32b),
  - Paul (odc. 34a),
  - tłumacz (odc. 42b),
  - pirat drogowy (odc. 44a)
- Janusz Wituch –
  - detektyw (odc. 2),
  - Sam Spade (odc. 3, 11),
  - Rocky (odc. 4, 28b, 41b),
  - brat Bruce #1 (odc. 5),
  - Hercules Płetwa (odc. 6),
  - Lojak (odc. 7),
  - Moo-Goo Paciaj Pan (odc. 8, 16b),
  - Kongresmen Salamander Getrich (odc. 9),
  - staruszek (odc. 9),
  - pilot  (odc.10),
  - ochroniarz (odc. 12),
  - pracownik kina (odc. 15a),
  - gremlin #1 (odc. 17a),
  - kustosz olimpijskiego muzeum (odc. 19a),
  - Quasimodo (odc. 23a),
  - Odrazek (odc. 23b),
  - Gremlin #2 (odc. 24a),
  - jednooki Jack (odc. 26b),
  - trener zapaśników (odc. 30b),
  - agent #1 (odc. 31b),
  - Kajtek Martin (odc. 32a),
  - taksówkarz (odc. 34a),
  - pracownik cyrku (odc. 34b),
  - pilot (odc. 43b),
  - prezenter radiowy (odc. 44a)
- Jan Kulczycki –
  - Szejk Tuszejk (odc. 2),
  - Louie Z. Anna (odc. 4)
- Monika Wierzbicka –
  - asystentka magika (odc. 2),
  - pokojówka Dora (odc. 4),
  - kobieta w kimono (odc. 6),
  - Miopia (odc. 10),
  - asystentka Sama Spade’a (odc. 11),
  - organizatorka festiwalu Polki (odc. 16a),
  - Izabel (odc. 21b),
  - Ewa (odc. 39a),
  - mama Laury (odc. 42a),
  - kanarek Orson (odc. 47b)
- Wojciech Paszkowski – Elmer Fudd (odc. 7)
- Grzegorz Pawlak –
  - detektyw Nochals (odc. 8),
  - gospodarz gry w bingo (odc. 9),
  - pies w fabryce mgły (odc. 11),
  - Willie (odc. 13),
  - lektor słuchowiska radiowego (odc. 14a),
  - James Caan (odc. 15a),
  - gremlin #2 (odc. 17a),
  - pułkownik (odc. 18a),
  - Zeus (odc. 19a),
  - Abraham Lincoln (odc. 20a),
  - policjant (odc. 21b),
  - Cilas Pikaber (odc. 35a),
  - pułkownik Rimfire (odc. 35b),
  - Eryk Żółtawy (odc. 36a),
  - Alfred Piskuch (odc. 37b),
  - żeglarz (odc. 38b),
  - szef ochrony (odc. 39a),
  - naukowiec #2 (odc. 47b),
  - burmistrz (odc. 51b)
- Krzysztof Szczerbiński –
  - chiński kelner (odc. 8),
  - Świstak (odc. 9),
  - pomocnik Sama (odc. 12),
  - Hubie (odc. 13),
  - malarz (odc. 23a),
  - Pedro (odc. 25a),
  - Mac (odc. 36b),
  - przewodnik (odc. 37a),
  - klient w lokalu Larry’ego (odc. 38a),
  - robot (odc. 39b),
  - facet grający na banjo (odc. 47a),
  - bębniarz (odc. 49a)
- Natalia Rybicka – Trudy (odc. 9)
- Waldemar Barwiński –
  - Szajbuś White (odc. 9),
  - kierowca tramwaju (odc. 11),
  - James Swist (odc. 12),
  - Bertie (odc. 13),
  - kosmita #1 (odc. 14a),
  - Larson Ślinka (odc. 15a),
  - kot Güsel (odc. 16a),
  - klaun (odc. 22b),
  - Gremlin #2 (odc. 24a),
  - Kondor Dziubas (odc. 25b),
  - Francois (odc. 26a),
  - Kwaczy Pysk (odc. 28b),
  - Will Bates (odc. 29a),
  - Kotello (odc. 31a),
  - Wędzony Śledź (odc. 33a),
  - burmistrz Wenecji (odc. 41a),
  - sprzedawca w sklepie Eddiego (odc. 42b),
  - kontroler z wieży kontroli lotów kosmicznych (odc. 43a),
  - prezenter (odc. 44a),
  - Szeryf z Nottingham (odc. 44b),
  - pomocnik Madame Perfiumodór (odc. 46b),
  - kierownik wycieczki (odc. 47b),
  - Derek (odc. 49a),
  - Duch Spooky (odc.50b),
  - inspektor sanitarny (odc. 51b)
- Beata Łuczak –
  - Beulah Blailock (odc. 9),
  - chłopiec (odc. 12),
  - dziennikarka (odc. 45b, 52b),
  - Madame Perfiumodór (odc. 46b)
- Barbara Zielińska –
  - Inga Kanasta (odc. 9),
  - panna Jones (odc. 11)
- Aleksander Mikołajczak –
  - Joel Fretka (odc. 11),
  - Freddie Totter (odc. 13)
- Wojciech Machnicki –
  - Yosemite Sam (odc. 12, 32b, 36b, 48b),
  - Kirgistańczyk (odc. 30b)
- Piotr Gogol – Wayne Figuś (odc. 12)
- Jolanta Wołejko – Wiedźma Hazel (odc. 14b)
- Hanna Kinder-Kiss –
  - Helga von Tramp (odc. 15b),
  - Katarzyna von Chlorofil (odc. 17b),
  - Carmen Weranda (odc. 18b),
  - Afrodyta (odc. 19a),
  - Rosjanka (odc. 24a),
  - Betsy Cracker (odc. 24b),
  - Gertruda (odc. 37b)
- Agnieszka Matynia –
  - stewardesa (odc. 17a),
  - Laura Fontleroy (odc. 42a)
- Wojciech Chorąży –
  - ratownik (odc. 18b),
  - sprzątacz w olimpijskim muzeum (odc. 19a),
  - marynarz #1 (odc. 38b),
  - spiker (odc. 39a),
  - komentator (odc. 43a),
  - policjant (odc. 44a)
- Julia Kołakowska-Bytner – aktorka w filmie (odc. 22a)
- Tomasz Marzecki –
  - reżyser (odc. 22a),
  - Pepe Le Swąd (odc. 23a),
  - celnik #1 (odc. 24a),
  - narrator (odc. 31b),
  - Trykogrys (odc. 50a)
- Adam Bauman –
  - pan Stacy (odc. 22b),
  - Hrabia Białokrwinka (odc. 23b),
  - jeden z braci Marx (odc. 24a),
  - Lampski, dżin z lampy (odc. 27a),
  - Narrator (odc. 28a),
  - Strasburg Stanislavsky (odc. 29b),
  - Łamacz (odc. 30b),
  - kapitan (odc. 32b),
  - kapral legionista (odc. 34b)
- Agata Gawrońska-Bauman –
  - kosmetyczka (odc. 22b),
  - uczestniczka konkursu piekarskiego (odc. 24b),
  - Mama Kondorzyca (odc. 25b),
  - chłopiec (odc. 30b, 32b)
- Tomasz Jarosz –
  - celnik #2 (odc. 24a),
  - ujeżdżający Czarnego Groma (odc. 36b),
  - motorniczy (odc. 38a),
  - marynarz #2 (odc. 38b),
  - właściciel fabryki (odc. 39b)
- Paweł Szczesny –
  - Rodney Danserski (odc. 24a),
  - gospodarz jarmarku (odc. 24b),
  - dyrektor cyrku (odc. 27a),
  - sędzia walk (odc. 30b),
  - spiker (odc. 31a),
  - mąż kuzynki Babci (odc. 32b),
  - Pjerry Nelson (odc. 33a)
- Dariusz Odija –
  - kapitan (odc. 27b),
  - Hugo (odc. 28b),
  - komentator walk (odc. 30b),
  - Kurak (odc. 32a),
  - generał z Roswell (odc. 33b)
- Anna Gajewska –
  - Amy Taylor (odc. 27b),
  - Kelnerka w zajeździe (odc. 28b),
  - pchła (odc. 32a)
- Tomasz Borkowski –
  - Flint Northwood (odc. 35a),
  - Eryk Lawendowy (odc. 36a),
  - lew Leoś (odc. 37a),
  - spiker w TV (odc. 37b),
  - Larry (odc. 38a),
  - pan Fart (odc. 39a),
  - generał Rooster Bonestil (odc. 43a),
  - Samotny Karaluch (odc. 44a),
  - złodziej #2 (odc. 45a),
  - radca prawny (odc. 47b),
  - pan Kim (odc. 49b),
  - prowadzący słuchowisko radiowe (odc. 50b),
  - dr Chester (weterynarz) (odc. 51a)
- Jakub Szydłowski –
  - Eryk Czerwony (odc. 36a),
  - król lew (odc. 37a),
  - muzyk z orkiestry (odc. 38b),
  - Edzio (odc. 39a),
  - Mongoł (odc. 40a),
  - gondolier (odc. 41a),
  - tata Laury (odc. 42a),
  - John Portek Wygibas (odc. 44a),
  - złodziej #1 (odc. 45a),
  - narrator (odc. 46a),
  - pan Kreole (odc. 47a),
  - prowadzący słuchowisko radiowe (odc. 50b),
  - Howel (odc. 51b)
- Przemysław Stippa – Tosh (odc. 36b)
- Jacek Król –
  - funkcjonariusz policji (odc. 36b),
  - Gira-chan (odc. 40a),
  - żarłoczny olbrzym (odc. 42b),
  - pułkownik Ambore (odc. 43a),
  - Pułkownik Kaliber (odc. 47a),
  - Kapitan Przepierka (odc. 48a),
  - prowadzący słuchowisko radiowe (odc. 50b)
- Ryszard Olesiński – Puma (odc. 40b)
- Michał Konarski –
  - Signore Malvoce (odc. 41a),
  - spiker na turnieju rycerskim (odc. 44b),
  - Szczytosław 2K (odc. 45b)
- Mateusz Lewandowski –
  - przewodnik (odc. 41b),
  - sprzedawca w sklepie Boba (odc. 42b),
  - kowboj (odc. 44a),
  - sir Kaszalot (odc. 44b),
  - naukowiec #1 (odc. 47b),
  - technik-montażysta (odc. 51b)
- Mirosław Wieprzewski –
  - opowiadający sagę wikingów (odc. 42b),
  - prowadzący program Świat zwariowanych dzikich zwierząt (odc. 43b),
  - Konus Brzdęk (odc. 44a),
  - handlarz starzyzną (odc. 45a),
  - ojciec (odc. 47a),
  - sędzia (odc. 47b),
  - Rocky (głos w radiu) (odc. 50b),
  - Trykogrys (odc. 52b),
  - policjant (odc. 52b)
- Stefan Knothe – Daffy (odc. 46a)
- Beata Wyrąbkiewicz –
  - pani weterynarz (odc. 51a),
  - myszka Manx (Smarkaś) (odc. 52a),
  - dziennikarka (odc. 52b)
- Ewa Kania
- Mikołaj Klimek
- Elżbieta Gaertner

Kierownictwo muzyczne: Piotr Gogol
Teksty piosenek: Andrzej Brzeski
Śpiewali:
- Grzegorz Kwiecień, Łukasz Talik, Katarzyna Łaska (czołówka),
- Aleksander Kula (odc. 20-21)

Lektor: Paweł Bukrewicz

## Odcinki
Premiery w Polsce:
- Canal+ i Canal+ Żółty (stary dubbing)
  - I sezon – 1 lutego 1997 r.
  - II-IV sezon – 2 kwietnia 2000 r.[1]
- Lektor TVN (I sezon):
  - TVN – 17 lipca 2008 r.
  - Polsat Café – 17 grudnia 2008 r.
  - TVN 7 – 23 kwietnia 2011 r.
- Lektor Polsatu (III i IV sezon):
  - Polsat – 5 marca 2011 r.
- Boomerang (nowy dubbing)
  - I sezon (bez odcinka 10.) – 28 stycznia 2013 r.
  - II sezon – 2 listopada 2013 r.
  - III sezon (bez odcinka 24.) – 8 marca 2014 r.
  - IV-V sezon – zdubbingowane, ale jeszcze nieemitowane
- TV Puls 2
  - III sezon – 1 stycznia 2014 r. (lektor)
  - I sezon – 21 stycznia 2014 r. (dubbing)
  - II sezon – 7 lutego 2014 r.
  - V sezon – 19 lutego 2014 r. (dubbing)
  - III sezon – 19 czerwca 2014 r. (dubbing)
  - IV sezon – 8 lipca 2014 r. (dubbing)

### Spis odcinków
| Data premiery (Canal+) | Data premiery (TVN) | Data premiery (Polsat) | Data premiery (Boomerang i TV Puls 2) | Nr | Polski tytuł (dubbing Canal+)              | Polski tytuł (lektor TVN)                | Polski tytuł (lektor Polsatu)            | Polski tytuł (dubbing Boomeranga i TV Pulsa 2)   | Angielski tytuł                         |
| ---------------------- | ------------------- | ---------------------- | ------------------------------------- | -- | ------------------------------------------ | ---------------------------------------- | ---------------------------------------- | ------------------------------------------------ | --------------------------------------- |
|                        |                     |                        |                                       |    |                                            |                                          |                                          |                                                  |                                         |
| SEZON PIERWSZY         |                     |                        |                                       |    |                                            |                                          |                                          |                                                  |                                         |
|                        |                     |                        |                                       |    |                                            |                                          |                                          |                                                  |                                         |
| 01.02.1997             | 17.07.2008          |                        | 28.01.2013                            | 01 |                                            | Jaki kamień, taki zamek                  |                                          | Kamień po kamieniu                               | A Chip Off the Old Castle               |
|                        |                     |                        |                                       |    |                                            |                                          |                                          |                                                  |                                         |
| 08.02.1997             | 17.07.2008          |                        | 29.01.2013                            | 02 |                                            | Platynowe koło fortuny                   |                                          | Platynowe koło fortuny                           | Platinum Wheel of Fortune               |
|                        |                     |                        |                                       |    |                                            |                                          |                                          |                                                  |                                         |
| 15.02.1997             | 18.07.2008          |                        | 30.01.2013                            | 03 |                                            | Byczy pęd                                |                                          | Byczy pęd                                        | Bull Running on Empty                   |
|                        |                     |                        |                                       |    |                                            |                                          |                                          |                                                  |                                         |
| 22.02.1997             | 18.07.2008          |                        | 31.01.2013                            | 04 |                                            | Kot, który wiedział za dużo              |                                          | Kot, który wiedział za dużo                      | The Cat Who Knew Too Much               |
|                        |                     |                        |                                       |    |                                            |                                          |                                          |                                                  |                                         |
| 01.03.1997             | 19.07.2008          |                        | 01.02.2013                            | 05 |                                            | Buszowanie w buszu                       |                                          | Buszowanie w buszu                               | Outback Down Under                      |
|                        |                     |                        |                                       |    |                                            |                                          |                                          |                                                  |                                         |
| 08.03.1997             | 19.07.2008          |                        | 04.02.2013                            | 06 |                                            | Rybna zagadka                            |                                          | Sprawa śliska jak ryba                           | Something Fishy Around Here             |
|                        |                     |                        |                                       |    |                                            |                                          |                                          |                                                  |                                         |
| 15.03.1997             | 20.07.2008          |                        | 05.02.2013                            | 07 |                                            | Zaproszenie do zbrodni                   |                                          | Zaproszenie do zbrodni                           | A Ticket to Crime                       |
|                        |                     |                        |                                       |    |                                            |                                          |                                          |                                                  |                                         |
| 22.03.1997             | 20.07.2008          |                        | 06.02.2013                            | 08 |                                            | Podwójna rozgrywka                       |                                          | Podwójna rozgrywka                               | Double Take                             |
|                        |                     |                        |                                       |    |                                            |                                          |                                          |                                                  |                                         |
| 29.03.1997             | 21.07.2008          |                        | 07.02.2013                            | 09 |                                            | Grać albo nie grać                       |                                          | Grać albo nie grać                               | B2 or Not B2                            |
|                        |                     |                        |                                       |    |                                            |                                          |                                          |                                                  |                                         |
| 05.04.1997             | 21.07.2008          |                        | 03.02.2014 (TV Puls 2)                | 10 |                                            | Świat w kratkę                           |                                          | Świat w kratkę                                   | It’s a Plaid, Plaid, Plaid, Plaid World |
|                        |                     |                        |                                       |    |                                            |                                          |                                          |                                                  |                                         |
| 12.04.1997             | 22.07.2008          |                        | 08.02.2013                            | 11 |                                            | Kanarek maltański                        |                                          | Kanarek maltański                                | The Maltese Canary                      |
|                        |                     |                        |                                       |    |                                            |                                          |                                          |                                                  |                                         |
| 19.04.1997             | 22.07.2008          |                        | 11.02.2013                            | 12 |                                            | Figle z figami                           |                                          | Figowe szaleństwo                                | Go Fig                                  |
|                        |                     |                        |                                       |    |                                            |                                          |                                          |                                                  |                                         |
| 26.04.1997             | 23.07.2008          |                        | 12.02.2013                            | 13 |                                            | To się zdarzyło w wieczór wigilijny      |                                          | Zdarzyło się w wieczór wigilijny                 | It Happened One Night Before Christmas  |
|                        |                     |                        |                                       |    |                                            |                                          |                                          |                                                  |                                         |
| SEZON DRUGI            |                     |                        |                                       |    |                                            |                                          |                                          |                                                  |                                         |
|                        |                     |                        |                                       |    |                                            |                                          |                                          |                                                  |                                         |
| 02.04.2000             |                     |                        | 02.11.2013                            | 14 |                                            |                                          |                                          | Ale kosmos                                       | Spaced Out                              |
| 02.04.2000             |                     |                        | 02.11.2013                            | 14 |                                            | Pożegnanie jesieni                       | Autumn’s Leaving                         |                                                  |                                         |
|                        |                     |                        |                                       |    |                                            |                                          |                                          |                                                  |                                         |
| 09.04.2000             |                     |                        | 03.11.2013                            | 15 |                                            |                                          |                                          | Kantowanie w Cannes                              | Catch as Catch Cannes                   |
| 09.04.2000             |                     |                        | 03.11.2013                            | 15 |                                            | Jodłowanie absolutne                     | Yodel Recall                             |                                                  |                                         |
|                        |                     |                        |                                       |    |                                            |                                          |                                          |                                                  |                                         |
| 16.04.2000             |                     |                        | 09.11.2013                            | 16 |                                            |                                          |                                          | A to Polka                                       | Don’t Polka Me                          |
| 16.04.2000             |                     |                        | 09.11.2013                            | 16 |                                            | Znikająca Babcia                         | The Granny Vanishes                      |                                                  |                                         |
|                        |                     |                        |                                       |    |                                            |                                          |                                          |                                                  |                                         |
| 23.04.2000             |                     |                        | 16.11.2013                            | 17 |                                            |                                          |                                          | Strach w chmurach                                | The Scare Up There                      |
| 23.04.2000             |                     |                        | 16.11.2013                            | 17 |                                            | Jeśli dziś środa, to jesteśmy w Holandii | If It’s Wednesday, This Must Be Holland  |                                                  |                                         |
|                        |                     |                        |                                       |    |                                            |                                          |                                          |                                                  |                                         |
| 30.04.2000             |                     |                        | 10.11.2013                            | 18 |                                            |                                          |                                          | Klątwa mysiej mumii                              | Curse of De Nile                        |
| 30.04.2000             |                     |                        | 10.11.2013                            | 18 |                                            | Kanarek po hawajsku                      | Hawaii 33-1/3                            |                                                  |                                         |
|                        |                     |                        |                                       |    |                                            |                                          |                                          |                                                  |                                         |
| 07.05.2000             |                     |                        | 17.11.2013                            | 19 | Zachowaj olimpijski spokój                 |                                          |                                          | Grunt to olimpijski spokój                       | Keep Your Pantheon                      |
| 07.05.2000             | Londyńska gorączka  |                        | 17.11.2013                            | 19 |                                            | Londyńskie grillowanie                   | London Broiled                           |                                                  |                                         |
|                        |                     |                        |                                       |    |                                            |                                          |                                          |                                                  |                                         |
| 14.05.2000             |                     |                        | 24.11.2013                            | 20 |                                            |                                          |                                          | Nazywam się Lincoln                              | They Call Me Mister Lincoln             |
| 14.05.2000             |                     |                        | 24.11.2013                            | 20 |                                            | Uprowadzenie żaby                        | Froggone It                              |                                                  |                                         |
|                        |                     |                        |                                       |    |                                            |                                          |                                          |                                                  |                                         |
| 21.05.2000             |                     |                        | 23.11.2013                            | 21 |                                            |                                          |                                          | Chrypka                                          | One Froggy Throat                       |
| 21.05.2000             |                     |                        | 23.11.2013                            | 21 |                                            | Wiele babki o nic                        | Mush Ado About Nothing                   |                                                  |                                         |
|                        |                     |                        |                                       |    |                                            |                                          |                                          |                                                  |                                         |
| SEZON TRZECI           |                     |                        |                                       |    |                                            |                                          |                                          |                                                  |                                         |
|                        |                     |                        |                                       |    |                                            |                                          |                                          |                                                  |                                         |
| 28.05.2000             |                     | 05.03.2011             | 08.03.2014                            | 22 |                                            |                                          | Gwiazda Bombaju                          | Gwiazda Bombaju                                  | The Star of Bombay                      |
| 28.05.2000             |                     | 05.03.2011             | 08.03.2014                            | 22 |                                            | Święto Dziękczynienia                    | Wesołych świąt Psot-czynienia            | Happy Pranksgiving                               |                                         |
|                        |                     |                        |                                       |    |                                            |                                          |                                          |                                                  |                                         |
| 04.06.2000             |                     | 12.03.2011             | 09.03.2014                            | 23 |                                            |                                          | Paryż cuchnie                            | Czy w Paryżu śmierdzi?                           | Is Paris Stinking?                      |
| 04.06.2000             |                     | 12.03.2011             | 09.03.2014                            | 23 |                                            | Strachy                                  | Nocleg pod kłem                          | Fangs for the Memories                           |                                         |
|                        |                     |                        |                                       |    |                                            |                                          |                                          |                                                  |                                         |
| 11.06.2000             |                     | 19.03.2011             | 23.06.2014 (TV Puls 2)                | 24 | Moskiewska side story                      |                                          | Moskiewska tajemnica                     | Moskiewskie wieczory                             | Moscow Side Story                       |
| 11.06.2000             | Nie najgorsze danie | 19.03.2011             | 23.06.2014 (TV Puls 2)                | 24 |                                            | Jarmark                                  | Na jarmarku                              | Fair’s Fair                                      |                                         |
|                        |                     |                        |                                       |    |                                            |                                          |                                          |                                                  |                                         |
| 18.06.2000             |                     | 26.03.2011             | 15.03.2014                            | 25 |                                            |                                          | Święto zmarłych kotów                    | Święto de los Kotos                              | El Dia de los Pussygatos                |
| 18.06.2000             |                     | 26.03.2011             | 15.03.2014                            | 25 |                                            | 3 dni i 2 noce kondora                   | 3 dni kondorzycy                         | 3 Days & 2 Nights of the Condor                  |                                         |
|                        |                     |                        |                                       |    |                                            |                                          |                                          |                                                  |                                         |
| 25.06.2000             |                     | 02.04.2011             | 16.03.2014                            | 26 |                                            |                                          | Ratunku!                                 | Hautunku!                                        | Yelp!                                   |
| 25.06.2000             |                     | 02.04.2011             | 16.03.2014                            | 26 |                                            | -                                        | Ślepy los                                | Jeepers Creepers                                 |                                         |
|                        |                     |                        |                                       |    |                                            |                                          |                                          |                                                  |                                         |
| 02.07.2000             |                     | 10.07.2011             | 22.03.2014                            | 27 |                                            |                                          | Pchły cyrkowcy                           | Gdzie pierzchły pchły?                           | Fleas Release Me                        |
| 02.07.2000             |                     | 10.07.2011             | 22.03.2014                            | 27 |                                            | Koniec Niagary                           | Niagara czy Sahara?                      | Niagara’s Fallen                                 |                                         |
|                        |                     |                        |                                       |    |                                            |                                          |                                          |                                                  |                                         |
| 09.07.2000             |                     | 17.07.2011             | 29.03.2014                            | 28 |                                            |                                          | Duch                                     | Pierwszy duch Ameryki                            | Spooker of the House                    |
| 09.07.2000             |                     | 17.07.2011             | 29.03.2014                            | 28 |                                            | Furgo                                    | Porwanie w północnym stanie              | Furgo                                            |                                         |
|                        |                     |                        |                                       |    |                                            |                                          |                                          |                                                  |                                         |
| 16.07.2000             |                     | 23.04.2011             | 23.03.2014                            | 29 |                                            |                                          | Fontanna Funku                           | Podróż do krainy złotych przebojów               | The Fountain of Funk                    |
| 16.07.2000             |                     | 23.04.2011             | 23.03.2014                            | 29 |                                            | Nie mamy kanarków                        | Kanarków brak                            | Yes, We Have No Canaries                         |                                         |
|                        |                     |                        |                                       |    |                                            |                                          |                                          |                                                  |                                         |
| 23.07.2000             |                     | 30.04.2011             | 30.03.2014                            | 30 |                                            |                                          | Oszuści                                  | Zupa z żółwia                                    | Shell Game                              |
| 23.07.2000             |                     | 30.04.2011             | 30.03.2014                            | 30 |                                            | Zapasy                                   | Zapasomania                              | Rasslin’ Rhapsody                                |                                         |
|                        |                     |                        |                                       |    |                                            |                                          |                                          |                                                  |                                         |
| 30.07.2000             |                     | 07.05.2011             | 05.04.2014                            | 31 |                                            |                                          | Koty na lodzie                           | Kocia rewia na lodzie                            | Ice Cat-Pades                           |
| 30.07.2000             |                     | 07.05.2011             | 05.04.2014                            | 31 |                                            | -                                        | Dopaść złodzieja                         | To Catch a Puddy                                 |                                         |
| 06.08.2000             |                     | 14.05.2011             | 06.04.2014                            | 32 |                                            |                                          | Sprawy rodzinne                          | Kręgi rodzinne                                   | Family Circles                          |
| 06.08.2000             |                     | 14.05.2011             | 06.04.2014                            | 32 |                                            | Bywaj                                    | Podmorskie wakacje                       | Sea You Later                                    |                                         |
|                        |                     |                        |                                       |    |                                            |                                          |                                          |                                                  |                                         |
| 13.08.2000             |                     | 21.05.2011             | 12.04.2014                            | 33 |                                            |                                          | Sprawa wędzonego śledzia                 | Sprawa Wędzonego Śledzia                         | A Case of Red Herring                   |
| 13.08.2000             |                     | 21.05.2011             | 12.04.2014                            | 33 |                                            | Szczęśliwe zakończenie Roswell           | Wszystko dobre, co się w Roswell kończy  | Roswell That Ends Well                           |                                         |
|                        |                     |                        |                                       |    |                                            |                                          |                                          |                                                  |                                         |
| 20.08.2000             |                     | 28.05.2011             | 13.04.2014                            | 34 |                                            |                                          | Dobry siostrzeniec                       | Takiego siostrzeńca ze świecą szukać             | A Good Nephew Is Hard to Find           |
| 20.08.2000             |                     | 28.05.2011             | 13.04.2014                            | 34 |                                            | Miraż                                    | Miraże i żołnierze                       | Mirage Sale                                      |                                         |
|                        |                     |                        |                                       |    |                                            |                                          |                                          |                                                  |                                         |
| SEZON CZWARTY          |                     |                        |                                       |    |                                            |                                          |                                          |                                                  |                                         |
|                        |                     |                        |                                       |    |                                            |                                          |                                          |                                                  |                                         |
| 27.08.2000             |                     | 04.09.2011             | 08.07.2014 (TV Puls 2)                | 35 |                                            |                                          | Sztuczki                                 | Zemsta pyszałka                                  | The Stilted Perch                       |
| 27.08.2000             |                     | 04.09.2011             | 08.07.2014 (TV Puls 2)                | 35 |                                            | Zabawa w kotka i potwora                 | Gra w kotka i bestię                     | A Game of Cat and Monster                        |                                         |
|                        |                     |                        |                                       |    |                                            |                                          |                                          |                                                  |                                         |
| 03.09.2000             |                     | 11.09.2011             | 09.07.2014 (TV Puls 2)                | 36 |                                            |                                          | Thor                                     | Pora na boga Thora                               | You’re Thor?!                           |
| 03.09.2000             |                     | 11.09.2011             | 09.07.2014 (TV Puls 2)                | 36 |                                            | Susły                                    | Niech to suseł świśnie                   | I Gopher You                                     |                                         |
|                        |                     |                        |                                       |    |                                            |                                          |                                          |                                                  |                                         |
| 10.09.2000             |                     | 18.09.2011             | 10.07.2014 (TV Puls 2)                | 37 |                                            |                                          | Fałszywy król                            | Lewy król lew                                    | Hold the Lyin’ King Please              |
| 10.09.2000             |                     | 18.09.2011             | 10.07.2014 (TV Puls 2)                | 37 |                                            | Tajemnica mieszkania sąsiadów            | Kocia psychoza, czyli okno na podwórze   | Suite Mystery of Wife – At Last I Found You...   |                                         |
|                        |                     |                        |                                       |    |                                            |                                          |                                          |                                                  |                                         |
| 17.09.2000             |                     | 25.09.2011             | 11.07.2014 (TV Puls 2)                | 38 |                                            |                                          |                                          | Beatnicy z San Francisco                         | The San Francisco Beat                  |
| 17.09.2000             |                     | 25.09.2011             | 11.07.2014 (TV Puls 2)                | 38 |                                            |                                          | Trefny trójkąt                           | The Triangle of Terror                           |                                         |
|                        |                     |                        |                                       |    |                                            |                                          |                                          |                                                  |                                         |
| 24.09.2000             |                     | 02.10.2011             | 14.07.2014 (TV Puls 2)                | 39 |                                            |                                          | Złodziej w kasynie                       | Zło w kasynie                                    | Casino Evil                             |
| 24.09.2000             |                     | 02.10.2011             | 14.07.2014 (TV Puls 2)                | 39 |                                            | Kąpiel                                   | Wszystkiego kąpielowego                  | Happy Bathday to You                             |                                         |
|                        |                     |                        |                                       |    |                                            |                                          |                                          |                                                  |                                         |
| 01.10.2000             |                     | 12.08.2012             | 15.07.2014 (TV Puls 2)                | 40 |                                            |                                          | Zemsta Rota-Chana                        | Gira-chan                                        | The Rotha-Khan                          |
| 01.10.2000             |                     | 12.08.2012             | 15.07.2014 (TV Puls 2)                | 40 |                                            | Łowcy ptaków                             | Nieustraszeni łowcy kanarka              | Good Bird Hunting                                |                                         |
|                        |                     |                        |                                       |    |                                            |                                          |                                          |                                                  |                                         |
| 08.10.2000             |                     | 19.08.2012             | 16.07.2014 (TV Puls 2)                | 41 |                                            |                                          | Wenecja                                  | Kto do Wenecji?                                  | Venice, Anyone?                         |
| 08.10.2000             |                     | 19.08.2012             | 16.07.2014 (TV Puls 2)                | 41 |                                            | Pięćdziesiąt karatów                     | Pięćdziesięcio-karatowy futrzak          | The Fifty Karat Furball                          |                                         |
|                        |                     |                        |                                       |    |                                            |                                          |                                          |                                                  |                                         |
| 15.10.2000             |                     | 23.10.2011             | 17.07.2014 (TV Puls 2)                | 42 |                                            |                                          | Piórka pod choinką                       | Pierzaste święta                                 | Feather Christmas                       |
| 15.10.2000             |                     | 23.10.2011             | 17.07.2014 (TV Puls 2)                | 42 |                                            | Lutefisk                                 | Za garść sztokfiszy                      | A Fist Full of Lutefisk                          |                                         |
|                        |                     |                        |                                       |    |                                            |                                          |                                          |                                                  |                                         |
| 22.10.2000             |                     | 06.11.2011             | 18.07.2014 (TV Puls 2)                | 43 |                                            |                                          | Wszystko dobrze, co się w Roswell kończy | Nie ma w Roswell tego, co by na dobre nie wyszło | Son of Roswell That Ends Well           |
| 22.10.2000             |                     | 06.11.2011             | 18.07.2014 (TV Puls 2)                | 43 |                                            | Myny los                                 | Kłopot z gwarkiem                        | A Mynah Problem                                  |                                         |
|                        |                     |                        |                                       |    |                                            |                                          |                                          |                                                  |                                         |
| 29.10.2000             |                     | 13.11.2011             | 21.07.2014 (TV Puls 2)                | 44 |                                            |                                          | Gdzie podział się Shorty Twang?          | Co przydarzyło się Konusowi Brzdękowi?           | Whatever Happened to Shorty Twang?      |
| 29.10.2000             |                     | 13.11.2011             | 21.07.2014 (TV Puls 2)                | 44 |                                            | Rycerski wieczór                         | Rycerz kanarkowego stołu                 | A Big Knight Out                                 |                                         |
|                        |                     |                        |                                       |    |                                            |                                          |                                          |                                                  |                                         |
| 05.11.2000             |                     | 20.11.2011             | 22.07.2014 (TV Puls 2)                | 45 |                                            |                                          | Brukselska zagadka                       | Wpuszczeni w brukselki                           | Brussels Sprouts                        |
| 05.11.2000             |                     | 20.11.2011             | 22.07.2014 (TV Puls 2)                | 45 |                                            | Złoty ptak Shangri-Claw                  | Złoty ptak z krainy Shangri-miau         | The Golden Bird of Shangri-Claw                  |                                         |
|                        |                     |                        |                                       |    |                                            |                                          |                                          |                                                  |                                         |
| 12.11.2000             |                     | 27.11.2011             | 23.07.2014 (TV Puls 2)                | 46 |                                            |                                          | Gdy Ziemią władała Babcia                | Gdy Babcia rządziła Ziemią                       | When Granny Ruled The Earth             |
| 12.11.2000             |                     | 27.11.2011             | 23.07.2014 (TV Puls 2)                | 46 |                                            | Tweety w Holandii                        | Ćwierkający Holender                     | Dutch Tweet                                      |                                         |
|                        |                     |                        |                                       |    |                                            |                                          |                                          |                                                  |                                         |
| 19.11.2000             |                     | 04.12.2011             | 24.07.2014 (TV Puls 2)                | 47 |                                            |                                          | Gotowanie na bagnach                     | Łasowanie w Nowym Orleanie                       | Bayou on the Half Shell                 |
| 19.11.2000             |                     | 04.12.2011             | 24.07.2014 (TV Puls 2)                | 47 |                                            | Widzenie podwójne                        | Podwójne widzenie                        | Seeing Double                                    |                                         |
|                        |                     |                        |                                       |    |                                            |                                          |                                          |                                                  |                                         |
| SEZON PIĄTY            |                     |                        |                                       |    |                                            |                                          |                                          |                                                  |                                         |
|                        |                     |                        |                                       |    |                                            |                                          |                                          |                                                  |                                         |
|                        |                     |                        | 20.02.2014 (TV Puls 2)                | 48 |                                            |                                          |                                          | O to kotek                                       | This Is the Kitty                       |
|                        |                     |                        | 20.02.2014 (TV Puls 2)                | 48 | Mieć oko na skarb                          | An Eye for an Aye Aye                    |                                          |                                                  |                                         |
|                        |                     |                        |                                       |    |                                            |                                          |                                          |                                                  |                                         |
|                        |                     |                        | 19.02.2014 (TV Puls 2)                | 49 |                                            |                                          |                                          | Kiedy Harry spotkał Sallieriego                  | When Harry Met Sallieri                 |
|                        |                     |                        | 19.02.2014 (TV Puls 2)                | 49 | Lepszy robak w garści niż kanarek na dachu | Early Woim Gets the Boid                 |                                          |                                                  |                                         |
|                        |                     |                        |                                       |    |                                            |                                          |                                          |                                                  |                                         |
|                        |                     |                        | 21.02.2014 (TV Puls 2)                | 50 |                                            |                                          |                                          | Figle na tablicy                                 | The Blackboard Jumble                   |
|                        |                     |                        | 21.02.2014 (TV Puls 2)                | 50 | Co słychać w radiu, kotku?                 | What’s the Frequency Kitty?              |                                          |                                                  |                                         |
|                        |                     |                        |                                       |    |                                            |                                          |                                          |                                                  |                                         |
|                        |                     |                        | 24.02.2014 (TV Puls 2)                | 51 |                                            |                                          |                                          | W jak weterynarz                                 | Dial V for Veterinarian                 |
|                        |                     |                        | 24.02.2014 (TV Puls 2)                | 51 | Kalifornijska uczciwość                    | California’s Crusty Bronze               |                                          |                                                  |                                         |
|                        |                     |                        |                                       |    |                                            |                                          |                                          |                                                  |                                         |
|                        |                     |                        | 25.02.2014 (TV Puls 2)                | 52 |                                            |                                          |                                          | Koniec ogona?                                    | The Tail End?                           |
|                        |                     |                        | 25.02.2014 (TV Puls 2)                | 52 | To już koniec                              | This Is the End                          |                                          |                                                  |                                         |
|                        |                     |                        |                                       |    |                                            |                                          |                                          |                                                  |                                         |

## Nowe Przygody Sylwestra i Tweety na VHS
Warner Bros. Poland wydało cały pierwszy sezon serialu w Polsce z własnym dubbingiem na siedmiu kasetach VHS w sierpniu 1997 i ponownie w 2001 r.
| Nr                                             | Polski tytuł                        | Angielski tytuł                         |
| ---------------------------------------------- | ----------------------------------- | --------------------------------------- |
|                                                |                                     |                                         |
| CO SŁYCHAĆ KOTECKU? (WHAT’S NEW PUDDY TAT?)    |                                     |                                         |
|                                                |                                     |                                         |
| 04                                             | Kot, który za dużo wiedział         | The Cat Who Knew Too Much               |
|                                                |                                     |                                         |
| 02                                             | Platynowe koło fortuny              | Platinum Wheel of Fortune               |
|                                                |                                     |                                         |
| PODWÓJNA ROZGRYWKA (DOUBLE JEOPARDY)           |                                     |                                         |
|                                                |                                     |                                         |
| 08                                             | Podwójna rozgrywka                  | Double Take                             |
| 07                                             | Zaproszenie do zbrodni              | A Ticket to Crime                       |
|                                                |                                     |                                         |
| DUBLIN ALBO NIC (DUBLIN OR NOTHING)            |                                     |                                         |
|                                                |                                     |                                         |
| 01                                             | Kawałek starego zamku               | A Chip Off the Old Castle               |
|                                                |                                     |                                         |
| 10                                             | Świat w kratkę                      | It’s a Plaid, Plaid, Plaid, Plaid World |
|                                                |                                     |                                         |
| UWOLNIĆ TUŃCZYKA (TUNA CATCH A THIEF)          |                                     |                                         |
|                                                |                                     |                                         |
| 06                                             | Gruba ryba, czyli żegnaj rybeńko    | Something Fishy Around Here             |
|                                                |                                     |                                         |
| 12                                             | Figle z figami                      | Go Fig                                  |
|                                                |                                     |                                         |
| MILCZENIE BYKÓW (THE SILENCE OF THE BULLS)     |                                     |                                         |
|                                                |                                     |                                         |
| 03                                             | Bycza sprawa                        | Bull Running on Empty                   |
|                                                |                                     |                                         |
| 05                                             | Milczenie merynosów                 | Outback Down Under                      |
|                                                |                                     |                                         |
| RAPORT KANARKA (THE CANARY BRIEF)              |                                     |                                         |
|                                                |                                     |                                         |
| 09                                             | Niebezpieczna gra                   | B2 or Not B2                            |
|                                                |                                     |                                         |
| 11                                             | Kanarek maltański                   | The Maltese Canary                      |
|                                                |                                     |                                         |
| ŚWIĄTECZNE KŁOPOTY (A TWEETY CHRISTMAS TO ALL) |                                     |                                         |
|                                                |                                     |                                         |
| 13                                             | Co się zdarzyło w wieczór wigilijny | It Happened One Night Before Christmas  |
|                                                |                                     |                                         |